# Jan Zahradníček (lékař)
Jan Zahradníček (13. června 1882, Mastník – 12. října 1958, Praha) byl český lékař, ortoped a dětský chirurg a dlouholetý přednosta první ortopedické kliniky v Praze. Jeho otcem byl gruntovník Tomáš Zahradníček a matkou Kateřina Zahradníčková.

## Biografie
Vystudoval gymnázium v Třebíči, mezi lety 1903 a 1909 vystudoval Lékařskou fakultu Masarykovy univerzity v Brně. Od roku 1909 do roku 1916 působil na lékařské fakultě Karlovy univerzity v Praze. Následně narukoval do armády a působil v Bělehradě, Sofii a mezi lety 1914 a 1919 pracoval jako šéfchirurg na frontě ve skupině profesora Kukuly. Po válce se pak přemístil do Albánie. V roce 1921 byl habilitován z ortopedické chirurgie a začal působit na Lékařské fakultě Masarykovy univerzity, stal se také primářem chirurgického oddělení Nemocnice milosrdných bratří. V roce 1924 byl habilitován z patologie a terapie chirurgických chorob, v Brně působil do roku 1926, následně pak až do roku 1957 působil na II. chirurgické klinice lékařské fakulty Univerzity Karlovy, v roce 1933 se stal profesorem ortopedie a dětské chirurgie a roku 1956 se stal doktorem věd.
Zemřel v roce 1958 a byl pohřben na Vyšehradském hřbitově v Praze.

## Dílo
Dobře hodnocena byla jeho schopnost se rychle rozhodovat, je autorem metody léčby vrozeného vykloubení kyčelního kloubu a objevitelem tzv. derotačního principu v léčbě vrozeného vykloubení. Stal se členem České sekce Moravské lékařské komory v Brně, Sicot – Světové společnosti pro ortopedii a traumatologii, Československé společnosti pro ortopedickou chirurgii a traumatologii, Československé lékařské společnosti J. E. Purkyně, Spolku pro léčbu a výchovu mrzáčků a Masarykovy ligy proti TBC.